# بيتر غابرييل
براين بيتر غابرييل (بالإنجليزية: Peter Gabriel) (من مواليد 13 فبراير 1950) هو موسيقي وكاتب أغاني بريطاني. صمم معزوفات مشهورة مثل الرصاص وعازف الفلوت في سفر التكوين التدريجي فريق الروك، وبعد أن ترك سفر التكوين، ذهب غأبريل إلى مهنة ناجحة منفردة. في الآونة الأخيرة أمضى وقته في مجال إنتاج وترويج الموسيقى العالمية والرائدة وفي أساليب التوزيع الرقمي للموسيقى. كما أنه كان يشارك في الجهود الإنسانية المختلفة. وقد منحت جائزة الموسيقى غابرييل القطبية في عام 2009.

## روابط خارجية
- بيتر غابرييل على موقع IMDb (الإنجليزية)
- بيتر غابرييل على موقع ميتاكريتيك (الإنجليزية)
- بيتر غابرييل على موقع الموسوعة البريطانية (الإنجليزية)
- بيتر غابرييل على موقع روتن توميتوز (الإنجليزية)
- بيتر غابرييل على موقع مونزينجر (الألمانية)
- بيتر غابرييل على موقع ألو سيني (الفرنسية)
- بيتر غابرييل على موقع ميوزك برينز (الإنجليزية)
- بيتر غابرييل على موقع رولينغ ستون (الإنجليزية)
- بيتر غابرييل على موقع أول موفي (الإنجليزية)
- بيتر غابرييل على موقع قاعدة بيانات الأفلام السويدية (السويدية)